# Gérard de Courcelles
Gérard de Courcelles (ur. 21 maja 1889, zm. 2 lipca 1927 w Montlhéry) – francuski kierowca wyścigowy.

## Kariera
W swojej karierze wyścigowej de Courcelles poświęcił się startom w wyścigach samochodów sportowych. W latach 1923-1926, 1928 Francuz pojawiał się w stawce 24-godzinnego wyścigu Le Mans. W pierwszym sezonie startów odniósł zwycięstwo w klasie 5, a w klasyfikacji generalnej uplasował się na ósmej pozycji. Rok później w klasyfikacji klasy 5 był drugi. W sezonie 1925 de Courcelles odniósł zwycięstwo w klasie 5, co było równoznaczne ze zwycięstwem w całym wyścigu. Rok później uplasował się na drugiej pozycji w klasyfikacji klasy 5 oraz stanął na drugim stopniu podium w klasyfikacji generalnej.